# Sepsis cynipsea
Sepsis cynipsea är en tvåvingeart som först beskrevs av Carl von Linné 1758.  Sepsis cynipsea ingår i släktet Sepsis och familjen svängflugor. Arten är reproducerande i Sverige. Inga underarter finns listade i Catalogue of Life.

## Bildgalleri

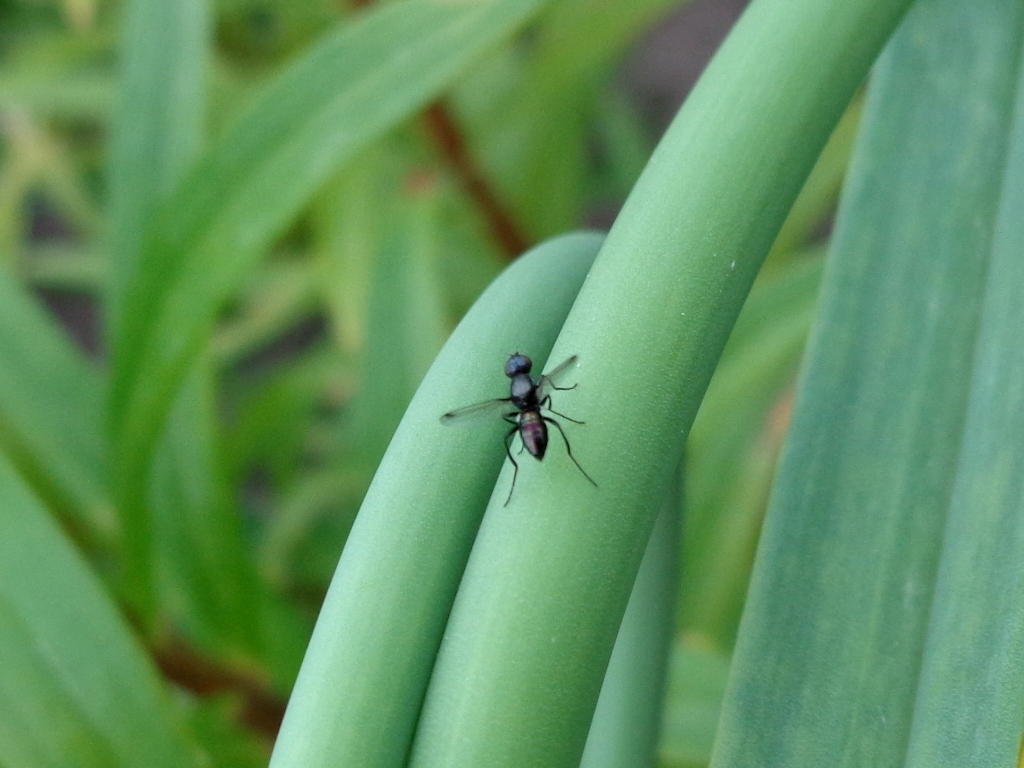